# Bruntál
Bruntál (niem. Freudenthal, łac. Vallis Gaudiorum, Vrudental, pol. Bruntal) – miasto powiatowe w Czechach, położone na Śląsku Czeskim (choć niektóre tereny w granicach administracyjnych leżą na historycznych Morawach), w kraju morawsko-śląskim. Według danych z 1 stycznia 2015 powierzchnia miasta wynosiła 29,34 km², a liczba jego mieszkańców 16 784 osób.

## Demografia
| Rok             | 1970 | 1980   | 1991   | 2001   | 2003   | 2015   | 2023   |
| --------------- | ---- | ------ | ------ | ------ | ------ | ------ | ------ |
| Liczba ludności | 9686 | 14 029 | 16 800 | 17 627 | 17 686 | 16 784 | 15 415 |

Źródło: Czeski Urząd Statystyczny

## Położenie
Miasto Bruntál historycznie leży na Górnym Śląsku, w rejonie określanym jako Śląsk Opawski. Znajduje się w Niskim Jesioniku w gęsto zalesionym terenie (lasy zajmują 50 procent powierzchni powiatu) i jest nazywane „bramą do Jesioników”. Jest stolicą powiatu Bruntál, ale nie jego najludniejszym miastem (tym jest Karniów). Na ziemi bruntalskiej znajdują się zbiorniki Slezská Harta i Kružberk oraz wulkany niskojesionickie (Uhlířský vrch, Venušina sopka, Malý Roudný, Velký Roudný i Červená hora).

## Podział

### części gminy
- Bruntál
- Karlovec
- Kunov

### gminy katastralne
- Bruntál-město
- Karlovec

## Historia
Miasto powstało na przełomie XII i XIII wieku w wyniku kolonizacji górskich terenów Jesioników. Głównym źródłem jego rozkwitu, aż do XVII wieku, było wydobycie metali kolorowych – w herbie Bruntálu znajduje się postać górnika. Od XVII historia miasta była związana z zakonem krzyżackim, który otrzymał od cesarza Ferdynanda II skonfiskowane protestantom dobra i ziemię. Zakon stracił swój majątek podczas upaństwowienia po 1945, ale od kilku lat ponownie prowadzi w Bruntálu działalność religijną.
Podczas wojny austriacko-pruskiej w 1866 miasto okupowały wojska pruskie, a miejscowy pałac posłużył jako lazaret. W 1898 miejscowa filia parafii ewangelickiej w Hillersdorfie, posiadająca tu własny kościół, przeobraziła się w samodzielną parafię. Spis z 1910 wykazał, że 99% mieszkańców miasta używało języka niemieckiego jako ojczystego. Po I wojnie światowej miejscowi Niemcy ogłosili przyłączenie miasta do Austrii zgodnie z zasadą samostanowienia narodów, ale wojska czechosłowackie zajęły miasto w grudniu 1918. Pomiędzy 1919 a 1924 w posiadłościach krzyżackich wprowadzono zarząd państwa, lecz nie skonfiskowano ich. W mieście, przez cały okres międzywojenny, Niemcy stanowili absolutną większość i zdecydowanie negatywnie odnosili się do państwa czechosłowackiego, próbując nawet wzniecić powstanie we wrześniu 1938. Po układzie monachijskim miejscowość włączono do III Rzeszy.
W mieście w latach 1944–1945 funkcjonował podobóz KL Auschwitz - Freudenthal.
7 maja 1945 miasto zajęła Armia Czerwona. Miejscowa ludność niemiecka została wysiedlona do alianckich stref okupacyjnych.

## Współczesność
Obecnie Bruntál liczy niecałe 20 tys. mieszkańców. Na jego terenie znajduje się również Urząd Celny oraz liczne oddziały banków, zapewniające zaplecze do rozwoju przedsiębiorczości. Bruntál ze względu na swoje położenie jest znaczącym ośrodkiem turystycznym. Pobliskie góry poprzecinane są licznymi trasami turystycznymi – rowerowymi, pieszymi i narciarskimi. Warunki klimatyczne stwarzają możliwości do uprawiania sportów zimowych. Średnia grubość warstwy śniegu, leżącego zimą na stokach Pradziada, wynosi 150–200 cm. Miasto posiada letnie kąpielisko, kryty basen wraz z łaźnią parową i gabinetem masażu. Do dyspozycji jest też kryte lodowisko. W mieście rozwinął się przemysł włókienniczy, chemiczny, meblarski, materiałów budowlanych, spożywczy, samochodowy.

## Atrakcje turystyczne
- bruntalski pałac, rezydencja w stylu renesansowo-barokowym,
- XIII-wieczny kościół parafialny Wniebowzięcia Najświętszej Marii Panny,
- kościół i klasztor pijarów,
- kaplicę cmentarną św. Michała
- minibrowar Hasič („Strażak“)
- Dni Bruntálu – cykl imprez kulturalnych i sportowych odbywających się na przełomie sierpnia i września.

## Religia
- Kościół Rzymskokatolicki – parafia Wniebowzięcia Panny Marii (dekanat Bruntál)
- Ewangelicki Kościół Czeskobraterski (Morawskośląski Seniorat)

## Miasta partnerskie
- Büdingen
- Castellerano
- Opole
- Płungiany
- Štúrovo